# Narathura riuna
Narathura riuna är en fjärilsart som beskrevs av Evans 1957. Narathura riuna ingår i släktet Narathura och familjen juvelvingar. Inga underarter finns listade i Catalogue of Life.